# Thomas Love Peacock
Thomas Love Peacock (Weymouth, Dorset, 1785. október 18. – Lower Halliford, Middlesex, 1866. január 23.) angol költő, regény- és drámaíró.
Apja londoni üvegkereskedő, aki fia születését követően hamarosan elhunyt. Thomas egy magániskolában tanult a surrey-i Englefield Greenben. Korán, már tanulmányai közben elkezdett írni. Első önálló írásai nem voltak túl sikeresek. Az első, The Monks of St. Mark (Szt. Márk szerzetesei), 1804-ben, a második (Palmyra) 1806-ban jelent meg, ezt követte 1810-ben a The Genius of the Thames (A Temze szelleme), a The Philosophy of Melancholy (A búskomorság filozófiája) 1812-ben, valamint néhány, nem túl jelentős lírai és egy-két soha elő nem adott színpadi mű.
Rövid ideig a Brit Királyi Haditengerészet egy parancsnokának, Sir Home Riggs Pophamnak magántitkára volt. Ebben az időszakban egy walesi utazása során ismerkedett meg Percy Bysshe Shelley-vel. Első sikereit az 1816-ban kiadott Headlong Hall című novellájával érte el. 1817-ben Great Marlow-ba költözött, ahol napi kapcsolatban volt Shelley-vel. Ebben az évben jelent meg következő novellája, a Melincourt. Itt készült el leghíresebb írása is, a Nightmare Abbey (1818).
Egy volt iskolatársa, Peter Auber közbenjárására 1819-ben munkát kapott a Kelet-indiai Társaságoknál.
1820-ban elvette a walesi Jane Gryffydh-et, akit előtte még sohasem látott. A kezét regénybe illő módon, levélben kérte meg. Négy gyermekük született. Lányuk, Mary Ellen Peacock lett az író és költő George Meredith első felesége.
Édesanyja haláláig (1833) a következő művei jelentek meg: Maid Marian (1822), The Misfortunes of Elphin (1829), Crotchet Castle (1931), ezután ideiglenesen cikkírásra korlátozta irodalmi tevékenységét. A Westminster Review és a The Examiner napilapok hasábjain publikált.
A Társaságnál egyre fontosabb feladatokat látott el, többek között sikeresen védte annak liverpooli sóadóval kapcsolatos állásfoglalását James Silk Buckingham támadásai (Calcutta Journal) ellenében. Indiába gőzhajózott, ahol a Képviselőház több bizottságában is képviselte a Társaságot. 1835-ben Peacock volt a felelős Francis Rawdon Chesney eufráteszi expedíciójának megtervezéséért és szervezéséért. 1836-ban, James Mill halálát követően átvette annak hivatalát az India House vizsgálóbizottságának élén. 1839 és 1840 között a Kelet-indiai Társaságok főfelügyelőjeként a Jóreménység fokának megkerülésére tervezett acélépítményű gőzhajók kivitelezését felügyelte. Ezeket egyébként az első ópiumháborúban (1839–1842) is bevetették. 1856-ban visszavonult, a Kelet-indiai Társaságoktól tisztes nyugdíjban részesült.

## Magyarul
- Nightmare Abbey. XIX. századi gótikus regény; ford. Németh Bálint; Disciplina, Pécs, 2019 ISBN 978-615-5820-04-5